# Future of the Left

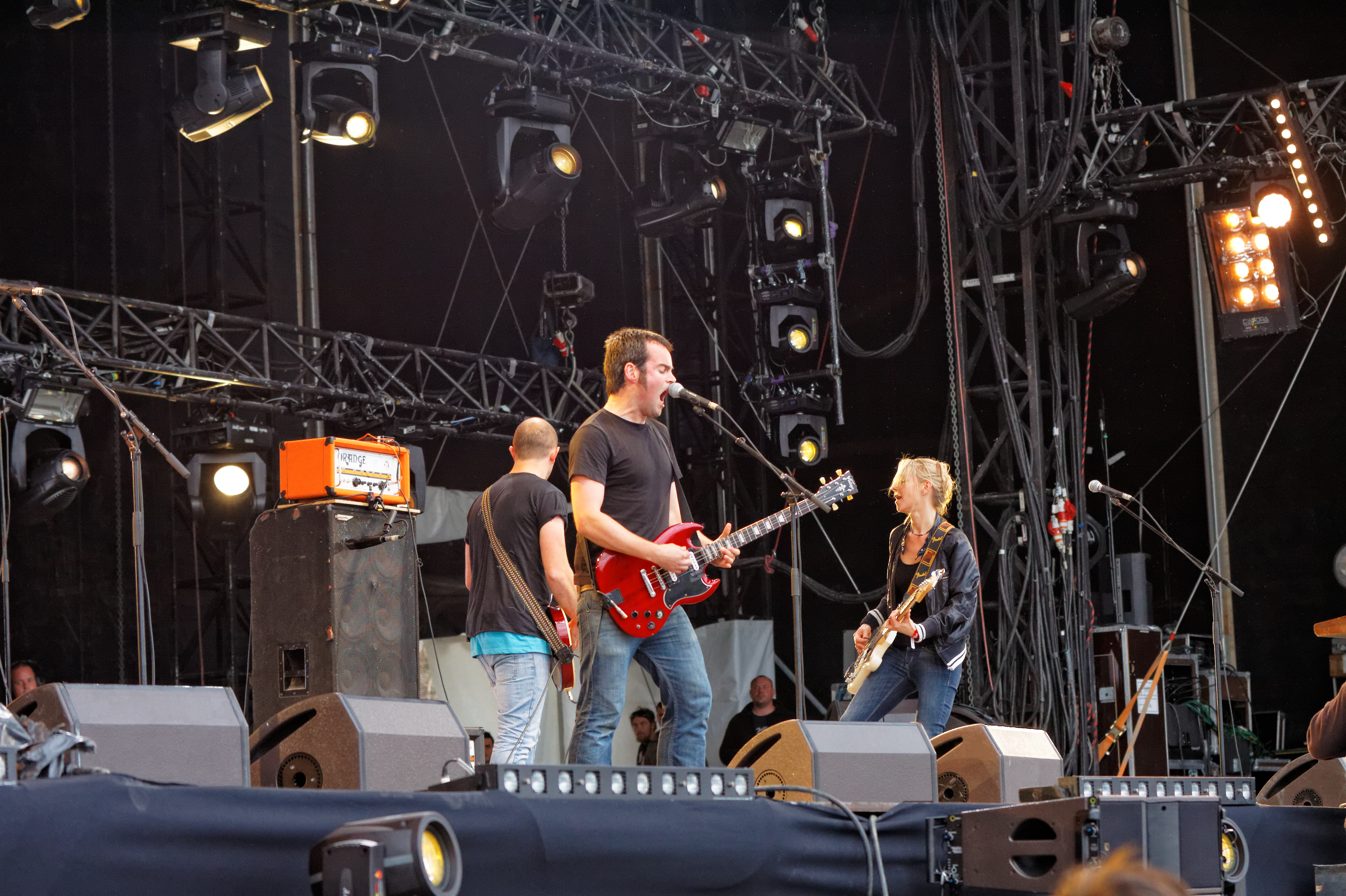
Future of the Left, 2012

I Future of the Left sono un gruppo musicale alternative rock gallese attivo dal 2005.

## Formazione
Attuale
- Andy "Falco" Falkous - voce, chitarre, tastiere, basso (dal 2005)
- Jack Egglestone - batteria (dal 2005)
- Jimmy Watkins - chitarra, cori (dal 2010)
- Julia Ruzicka - basso, cori, tastiere (dal 2010)

Ex membri
- Kelson Mathias - basso, cori, tastiere (2005-2010)
- Hywel Evans - chitarra (2005)

## Discografia
Album studio
- 2007 - Curses
- 2009 - Travels with Myself and Another
- 2012 - The Plot Against Common Sense
- 2013 - How to Stop Your Brain in an Accident
- 2016 - The Peace & Truce of Future of the Left

EP
- 2011 - Polymers Are Forever
- 2012 - At Magnetic West
- 2012 - Man vs. Melody
- 2013 - Love Songs for Our Husbands
- 2013 - Human Death
- 2016 - To Failed States and Forest Clearings

Album live
- 2009 - Last Night I Saved Her from Vampires
- 2017 - Live at the Garage